# 白燕微
白燕微（Peck Yen Wei，1996年2月10日—），馬來西亞女子羽毛球運動員。

## 簡歷

### 2014年-2015年 初露鋒芒
2014年12月，白燕微與陈伟源出戰匈牙利羽毛球國際賽，在混双决赛以0比2（17-21、18-21）不敌赛会头号种子、队友的陳致佃/賴潔敏，赢得亚军。
2015年9月，白燕微與陈健铭出戰越南羽毛球國際系列賽，在混双决赛以1比2（13-21、21-19、17-21）不敌印尼强档的里安·斯瓦斯泰迪安/玛西塔·穆罕默丁，赢得亚军。同年10月，她與陈健铭出戰中華台北羽球大獎賽，在混双準决赛以0比2（8-21、13-21）不敌赛会头号种子、印尼强档的罗纳德·亚历山大/梅拉蒂·达伊瓦·奥克塔维亚尼。同年12月，她與賴潔敏出戰孟加拉羽毛球國際挑戰賽，在女双準决赛以1比2（21-15、10-21、12-21）不敌赛会头号种子、泰国强档的查亚倪·查拉查兰/帕泰玛斯·门翁。

### 2016年-2017年 欧洲赛：葡萄牙羽球赛夺冠
2016年3月，白燕微與吳玥青出戰葡萄牙國際賽，在女双决赛以2比0（21-9、21-15）击败了英格兰强档的克洛伊·比尔切/莎拉·沃克，赢得成年组赛事冠军，亦是她首个國際系列賽女双冠軍。同期3月，她分别與吳玥青以及王耀新出戰羅馬尼亞國際賽，在女双决赛以0比2（19-21、15-21）不敌跨国组合的（英格兰：杰西卡·皮尤/荷兰：谢丽尔·塞尔宁），赢得亞軍；而混双决赛以0比2（15-21、17-21）不敌队友的黄辉颖/賴潔敏，赢得亞軍。同年11月，她與陈蔚元出戰馬來西亞羽毛球國際挑戰賽，在混双準决赛以0比2（19-21、14-21）不敌队友的吴顺发/賴潔敏。
2017年6月，白燕微與陳炳順出戰印尼羽毛球首要超級賽，在混双準决赛以0比2（13-21、14-21）不敌赛会6号种子、奥运冠军的通托维·艾哈迈德/利利亚纳·纳西尔。同年11月，她與许邦荣出戰印度羽毛球國際挑戰賽，在混双準决赛以0比2（12-21、22-24）不敌中国香港强档的麦喜俊/楊雅婷。

### 2018年
2018年1月，白燕微與陈堂杰出戰泰國羽毛球大師賽，在混双準决赛以0比2（19-21、13-21）不敌赛会7号种子、泰国强档的德差蓬·保乌拉努科/普蒂塔·素帕猜恭。同年4月，她與陳堂傑出戰馬來西亞羽毛球國際挑戰賽，在混双决赛以2比1（12-21、23-21、21-13）击败了印尼强档的安迪卡·拉馬迪安斯亞/米歇尔·克里斯廷·班达索，赢得成年组赛事冠军，亦是她首个國際挑戰賽混双冠军。同年7月，她與陳堂傑出戰俄羅斯羽毛球公開賽，在混双準决赛以1比2（19-21、21-11、20-22）不敌赛会2号种子、印度强档的羅漢·卡普爾/库胡尔·加尔格。同年8月，她與陳堂傑出戰西班牙羽毛球大師賽，在混双準决赛以0比2（10-21、18-21）不敌赛会4号种子、丹麦强档的尼克拉斯·诺尔/萨拉·蒂格森。同年10月，她與陳堂傑出戰中華台北羽毛球公開賽，在混双準决赛以1比2（21-12、18-21、12-21）不敌中华台北强档的楊博軒/吳玓蓉。

## 主要比賽成績
只列出曾進入準決賽的國際賽事成績：
| 年份   | 賽事                     | 公開賽級別 | 項目     | 拍檔   | 成績   |
| 2014年 | 越南羽毛球國際系列賽     | 國際系列賽 | 女子雙打 | 葉真   | 準決賽 |
| 2014年 | 孟加拉羽毛球國際挑戰賽   | 國際挑戰賽 | 混合雙打 | 陈伟源 | 亞軍   |
| 2015年 | 越南羽毛球國際系列賽     | 國際系列賽 | 混合雙打 | 陈健铭 | 亞軍   |
| 2015年 | 中華台北羽球大獎賽       | 大獎賽     | 混合雙打 | 陈健铭 | 準決賽 |
| 2015年 | 孟加拉羽毛球國際挑戰賽   | 國際挑戰賽 | 女子雙打 | 賴潔敏 | 準決賽 |
| 2016年 | 葡萄牙羽毛球國際賽       | 國際系列賽 | 女子雙打 | 吳玥青 | 冠軍   |
| 2016年 | 羅馬尼亞羽毛球國際賽     | 國際系列賽 | 女子雙打 | 吳玥青 | 亞軍   |
| 2016年 | 羅馬尼亞羽毛球國際賽     | 國際系列賽 | 混合雙打 | 王耀新 | 亞軍   |
| 2016年 | 馬來西亞羽毛球國際挑戰賽 | 國際挑戰賽 | 混合雙打 | 陈蔚元 | 準決賽 |
| 2017年 | 印尼羽毛球首要超級賽     | 首要超級賽 | 混合雙打 | 陳炳順 | 準決賽 |
| 2017年 | 印度羽毛球國際挑戰賽     | 國際挑戰賽 | 混合雙打 | 许邦荣 | 準決賽 |
| 2018年 | 泰國羽毛球大師賽         | 超級300賽  | 混合雙打 | 陈堂杰 | 準決賽 |
| 2018年 | 馬來西亞羽毛球國際挑戰賽 | 國際挑戰賽 | 混合雙打 | 陳堂傑 | 冠軍   |
| 2018年 | 俄羅斯羽毛球公開賽       | 超級100賽  | 混合雙打 | 陳堂傑 | 準決賽 |
| 2018年 | 西班牙羽毛球大師賽       | 超級300賽  | 混合雙打 | 陳堂傑 | 準決賽 |
| 2018年 | 中華台北羽毛球公開賽     | 超級300賽  | 混合雙打 | 陳堂傑 | 準決賽 |
| 2019年 | 秋田羽毛球大師賽         | 超級100賽  | 混合雙打 | 陳堂傑 | 準決賽 |
| 2021年 | 蘇迪曼盃                 | 其他       | 混合團體 | －     | 季軍   |
| 2022年 | 印度羽毛球公開賽         | 超級500賽  | 混合雙打 | 陳堂傑 | 亞軍   |
| 2022年 | 東南亞運動會羽毛球比賽   | 其他       | 混合雙打 | 陳堂傑 | 金牌   |

| 2007-2017年 | 首要超級賽 | 超級賽 | 黃金大獎賽 | 大獎賽 | 國際挑戰賽 | 國際系列賽 | 未來系列賽 | 其他 |

| 2018-2026年 | 總決賽 | 超級1000賽 | 超級750賽 | 超級500賽 | 超級300賽 | 超級100賽 | 國際挑戰賽 | 國際系列賽 | 未來系列賽 | 其他 |

### 奧運會和世錦賽參賽紀錄
|          | 搭檔   | 2022 |
| -------- | ------ | ---- |
| 混合雙打 | 陈堂杰 | 32強 |